# Cieśnina Smitha
     Wyspa Ellesmere’a, Nunavut
     Grenlandia

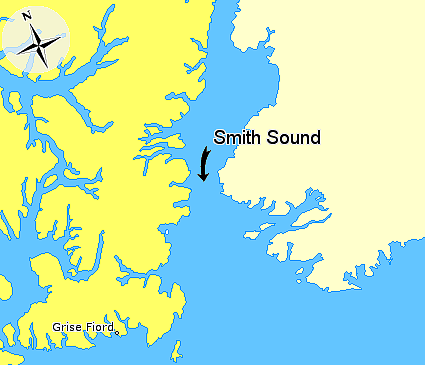
Cieśnina Smitha.
Wyspa Ellesmere’a, Nunavut
Grenlandia

Cieśnina Smitha (ang. Smith Sound, duń. Smith Sund) – cieśnina leżąca pomiędzy Wyspą Ellesmere’a a Grenlandią, stanowi część Cieśniny Naresa.
Na południu łączy się z Morzem Baffina, a na północy z Basenem Kane’a. Jej długość wynosi 41 km, szerokość 42 km a głębokość 183–550 m. Największymi portami są Qaanaaq (Thule) i Etah.
Cieśnina została odkryta w 1616 r. przez Williama Baffina, który nadał jej nazwę Sir Thomas Smith's Bay, na cześć angielskiego dyplomaty Thomasa Smitha. W 1818 r. John Ross, w trakcie ekspedycji arktycznej, skrócił jej nazwę do Smith Sound i tak pozostało do dziś.